# Okręgowe rozgrywki w piłce nożnej woj. olsztyńskiego (1971/1972)
Drużyny z województwa olsztyńskiego występujące w ligach centralnych i makroregionalnych:
- I liga – brak
- II liga – brak
- III liga – Gwardia Olsztyn

Rozgrywki okręgowe:
- klasa okręgowa (IV poziom rozgrywkowy)
- klasa A - 3 grupy (V poziom rozgrywkowy)
- klasa B - 6 grup (VI poziom rozgrywkowy)
- klasa C - podział na grupy (VII poziom rozgrywkowy)
- klasa D(gminna) - podział na grupy (VIII poziom rozgrywkowy)

## Klasa okręgowa
| Poz. | Klub                 | M  | Pkt. |
| ---- | -------------------- | -- | ---- |
| 1    | OKS OZOS Olsztyn(s)  | 26 |      |
| 2    | Victoria Bartoszyce  | 26 |      |
| 3    | Sokół Ostróda        | 26 |      |
| 4    | Warmia Olsztyn(s)    | 26 |      |
| 5    | Śniardwy Orzysz(b)   | 26 |      |
| 6    | Tęcza Biskupiec      | 26 |      |
| 7    | Podchorążak Szczytno | 26 |      |
| 8    | Stal Giżycko         | 26 |      |
| 9    | Jurand Bemowo Piskie | 26 |      |
| 10   | Mazur Pisz           | 26 |      |
| 11   | Huragan Morąg (b)    | 26 |      |
| 12   | Polonia Pasłęk (b)   | 26 |      |
| 13   | Zjednoczenie Kętrzyn | 26 |      |
| 14   | Łyna Sępopol         | 26 |      |

## Klasa A
- grupa I - awans: Start Nidzica
- grupa II - awans: Zatoka Braniewo
- grupa III - awans: Metalowiec Mrągowo